# Melicytus dentatus
Melicytus dentatus är en tvåhjärtbladig växtart som först beskrevs av Robert Brown och Dc., och fick sitt nu gällande namn av Brian Peter John Molloy och D.J. Mabberley. Melicytus dentatus ingår i släktet Melicytus och familjen Achariaceae. Inga underarter finns listade i Catalogue of Life.